# Турово (Коношский район)
Турово — опустевшая деревня в Коношском районе Архангельской области. Входит в состав Вохтомского сельского поселения.

## География
Находится в юго-западной части Архангельской области на расстоянии приблизительно 20 км на север по прямой от административного центра района поселка Коноша.

## История
В 1873 году здесь было учтено 28 дворов, в 1905 — 29. Тогда деревня входила в Каргопольский уезд Олонецкой губернии.

## Население
Численность населения: 148 человек (1873 год), 173 (1905), 0 как в 2002 году, так и в 2010.